# Progressive Field
Progressive Field es un estadio de béisbol localizado en Cleveland, Ohio, Estados Unidos y es la casa de los Cleveland Guardians de las Grandes Ligas de Béisbol. Se inauguró en 1994 en el marco del complejo Gateway, junto al estadio de baloncesto Quicken Loans Arena. Fue elegido como el mejor estadio de las Grandes Ligas en una encuesta realizada entre la afición por la revista Sports Illustrated en 2008.
El estadio también es llamado The Jake, debido a su nombre original Jacobs Field, se refería a los anteriores dueños del equipo Richard y David Jacobs. Ese fue su nombre desde su inauguración en 1994 hasta enero de 2008 cuando fue renombrado después de que la compañía de seguros Progressive comprara los derechos por el nombre del estadio.
Ha sido anfitrión tres veces de la Serie Mundial, en 1995, 1997 y 2016

## Récord de asistencia
Este estadio estableció el récord de más partidos consecutivos con todos los lugares vendidos para un estadio de las Grandes Ligas de Béisbol con 455. Entre el 12 de junio de 1995 y el 4 de abril del 2001. La demanda por boletos era tan grande que en 3 ocasiones se vendieron todos los boletos para la temporada completa desde antes del día inaugural. Los Indians retiraron simbólicamente el número 455.